# Il satellite proibito
Il satellite proibito (Rogue Moon), noto anche con il titolo di Luna maledetta, è un romanzo di fantascienza dello scrittore statunitense Algis Budrys pubblicato nel 1960, candidato nel 1961 al Premio Hugo per il miglior romanzo.

## Storia editoriale
L'opera è stata pubblicata per la prima volta come racconto nel numero di dicembre del 1960 della rivista The Magazine of Fantasy and Science Fiction, stampata come romanzo nello stesso anno in edizione paperback integrale; in quest'ultima versione è stato candidata nel 1961 al Premio Hugo per il miglior romanzo, vinto invece da Un cantico per Leibowitz (A Canticle for Leibowitz) di Walter M. Miller.
In Italia il romanzo è stato pubblicato per la prima volta nel 1977 con il titolo de Il satellite proibito e nello stesso anno inserito nell'antologia I figli dello spazio (The Science Fiction Hall of Fame, 1973 a cura di Ben Bova) con il titolo Luna maledetta.
Nel 2001 negli Stati Uniti il romanzo è stato ripubblicato come The Death Machine, titolo con il quale l'autore aveva originariamente inteso chiamare l'opera.

## Trama
(Algis Budrys,Il satellite proibito)
Un labirinto di origine aliena viene scoperto sulla Luna. Nella struttura vigono strane e complicate regole e i primi esploratori muoiono uno dopo l'altro. La soluzione individuata per studiare il manufatto è replicare più e più volte un essere umano che, teletrasportato al suo interno, può riuscire a carpirne i segreti facendo tesoro delle successive esperienze letali. Le esperienze vissute, infatti, vengono registrate da una macchina e, alla morte dell'esploratore nel labirinto, trasmesse sulla Terra e reimpiantate nella memoria del suo successivo duplicato.
Le operazioni sono supervisionate dalla U.S. Navy e affidate alla divisione ricerche della società Continental Electronics e in particolare all'inventore del teletrasporto, il quarantaduenne Edward Hawks. Le esperienze vissute nella struttura aliena fanno impazzire tutti gli esploratori i cui farneticanti rapporti sono ritenuti inutili. Hawks si rivolge al direttore del personale della società, Vincent Connington per trovare un uomo capace di morire più volte nel labirinto senza impazzire. L'uomo giusto sembra essere Al Barker, dal passato burrascoso e con tendenze autolesionistiche. Dopo aver convinto l'uomo ad affrontare la difficile impresa, il labirinto sarà completamente esplorato.
La missione, nella quale Barker dovrà morire e resuscitare più volte, è un pretesto narrativo per sviluppare temi introspettivi e sociologici.

## Personaggi
Edward "Ed" HawksQuarantaduenne, celibe, inventore del teletrasporto e assegnato al progetto di ricerca sul manufatto alieno.
Samuel "Sam" LautouretteStretto collaboratore di Hawks, malato di tumore e allontanato dal progetto dallo stesso Ed, sostituito con Ted Gersten.
Ted GerstenL'assistente di Sam Lautourette.
Benton CobeyIl presidente della Continental Electronics, preoccupato per il continuo lievitare delle spese, vorrebbe disimpegnare la Società dal progetto.
Vincent ConningtonIl viscido direttore del personale della Continental Electronics. A lui si rivolge Hawks per trovare l'uomo adatto da inviare nel manufatto alieno. L'uomo consiglia di assumere Al Barker con la speranza di aver modo di circuirne la fidanzata, l'affascinante Claire, riuscendo alla fine nell'intento.
Al BarkerDi origine amerinda, paracadutista durante la seconda guerra mondiale, campione di sport estremi e assassino per i servizi segreti. Sembra essere l'uomo adatto per esplorare il labirinto alieno senza impazzire.
Claire PackLa conturbante donna di Barker che lascerà per Connington.

## Edizioni
- (EN) Algis Budrys, Rougue Moon, in The Magazine of Fantasy and Science Fiction, Robert P. Mills, dicembre 1960,  pp. 5-32.
- (EN) Algis Budrys, Rougue Moon, Gold Medal Books, 1960,  p. 176.
- Algis Budrys, Il satellite proibito, traduzione di Maurizio Gavioli, Futuro. Biblioteca di Fantascienza, n. 29, Roma, Fanucci, 1977.
- Algis Budrys, Luna maledetta, in Ben Bova (a cura di), I figli dello spazio, traduzione di Alda Carrer, Grandi Opere Nord, n. 2, Editrice Nord, 1977.
- Algis Budrys, Il satellite proibito, traduzione di Maurizio Gavioli, Classici Urania, n. 174, Roma, Arnoldo Mondadori Editore, 1991.